# Biologiskt pigment

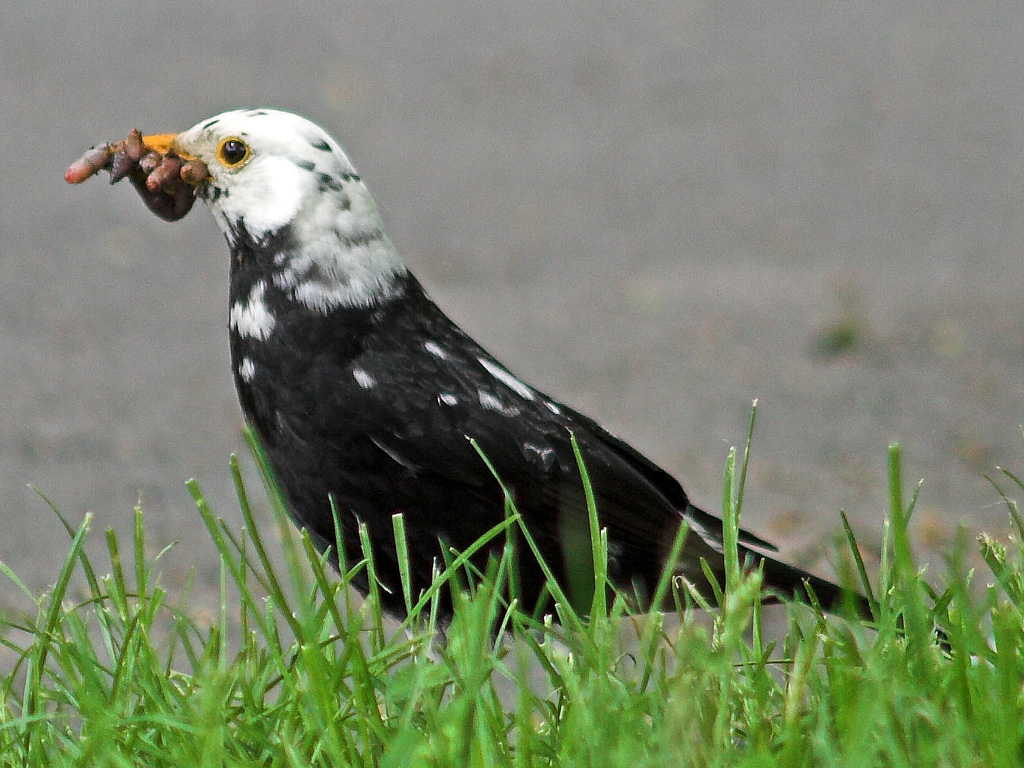
En leucistisk koltrast. Koltrastens svarta färg beror på pigment medan fjädrarnas skimrande kvalitet beror på selektiv reflektion. Leucism hos fåglar yttrar sig i en total eller partiell brist på de melanocyter i fjäderdräkten som lagrar mörka pigment i fjädern.

Biologiskt pigment eller pigmentering är färgskapande material som förekommer hos levande organismer och som ger färg genom absorption. Biologiska pigment skiljer sig från strukturell färg, som i stället beror på selektiv reflektion eller irisering vilket som regel uppstår på grund av att vissa strukturer uppträder i flera lager.
Begreppet pigment inom biologi omfattar alla färgskapande material i djur- och växtceller. Pigmenten finns hos djur i strukturer som kallas kromatoforer. Hos djur finns exempelvis syrebärande blodfärgämnen som hemoglobin, myoglobin och hemocyanin, gallfärgämnen i matsmältningsapparaten och synfärgämnen i ögats näthinna. I hud, hår och fjädrar finns röda till svarta melaniner och i bland annat fettvävnad finns röda till gula karotenoider. I växter finns bland annat flavonoider och porfyriner som klorofyll.
Hos djur skiljer man på pigmenterad färg, det vill säga selektiv absorption, och färger som skapas genom selektiv reflektion eller irisering där de två senare skapar skimrande ytor vars färger skiftar beroende på hur ljuset träffar ytan. Detta sker genom interferens ofta på grund av att flera tunna lager av material ligger ovanpå varandra. Exempel på detta är skimrande färger och effekter på fågelfjädrar och fjärilsvingar.

## Kosmetisk pigmentering
Kosmetisk pigmentering är teknik för att föra in färg under huden för att åstadkomma en viss effekt, ofta att kamouflera ärr och andra hudförändringar som kan uppfattas störande för individen, samt att så långt möjligt är återföra huden till dess normala utseende.